# Liste von Beuteschiffen der Regia Marina 1920–1943
Die Liste umfasst Schiffe, die Italien nach dem Ersten Weltkrieg als Reparation erhielt und solche Schiffe, die die Regia Marina vor bzw. während des Zweiten Weltkriegs erbeutet oder konfisziert hatte.
Die Reparations-Schiffe aus der deutschen und der k.u.k.-Flotte erhielt Italien 1920, die erbeuteten Schiffe vor dem Zweiten Weltkrieg stammen von der italienischen Besetzung Albaniens, die des Zweiten Weltkrieges kamen nach der Kapitulation Jugoslawiens im April 1941 sowie nach der Selbstversenkung der Vichy-Flotte am 27. November 1942 in Toulon bzw. am 8. Dezember 1942 im Vichy-kontrollierten Bizerta in Tunesien an die Regia Marina.

## Deutschland

### Leichte Kreuzer

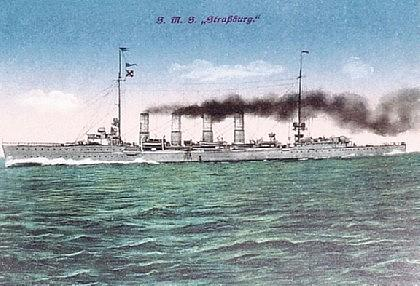
Kleiner Kreuzer SMS Straßburg

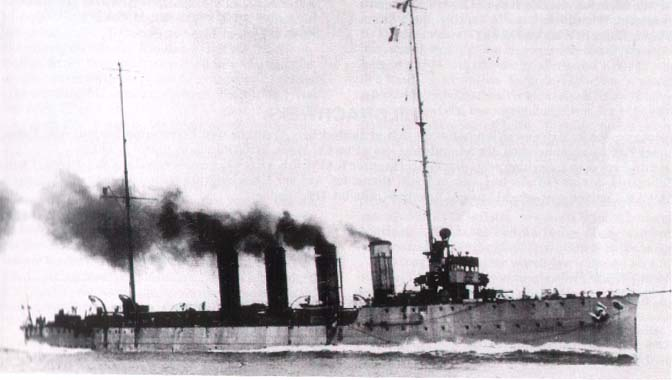
Kleiner Kreuzer Helgoland

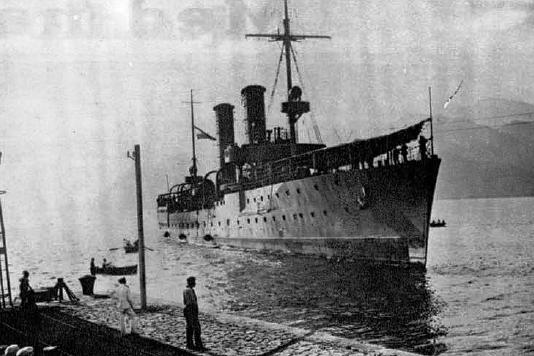
Schulkreuzer Dalmacija

- Ancona (ex Graudenz)
- Bari (ex Pillau)
- Taranto (ex Straßburg)

### Torpedoboote

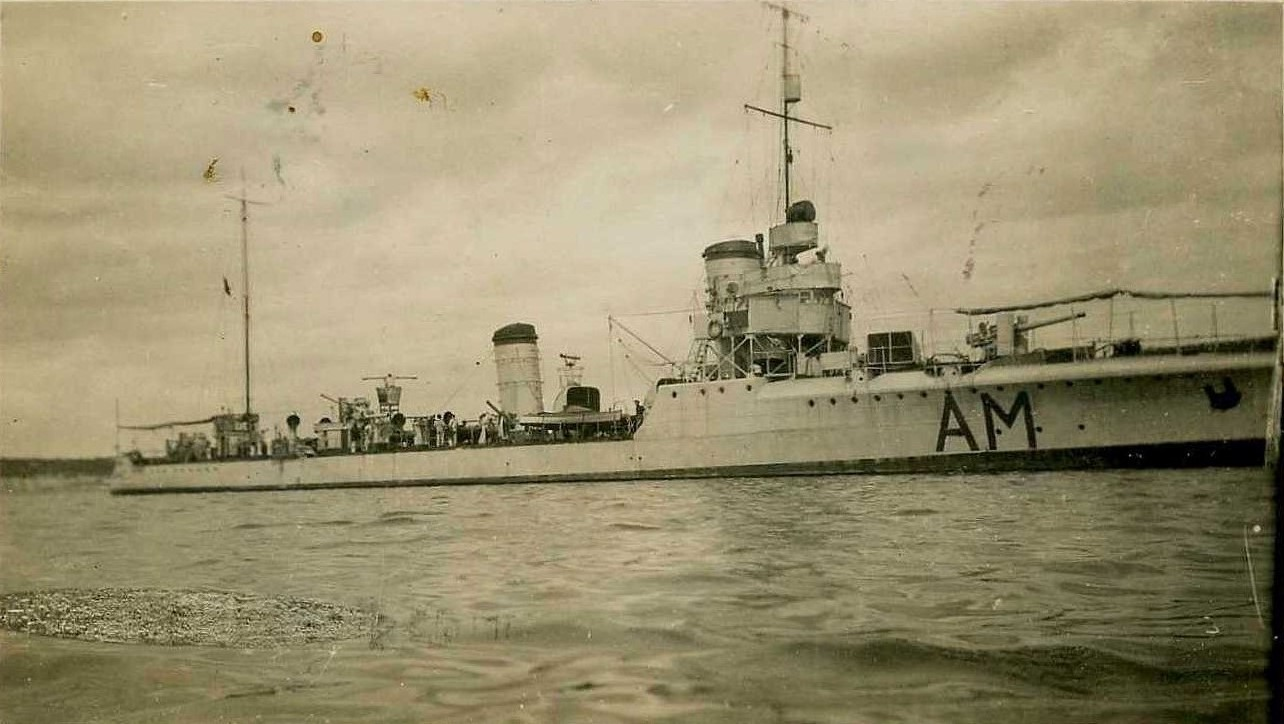
Zerstörer Ardimentoso

- Ardimentoso (ex S 63)
- Cesare Rossarol (ex B 97)
- Premuda (ex V 116)

### Minensuchboote
- Abastro / Cotrone (ex M 120)
- Meteo / Veste (ex M 119): Am 11. September 1943 selbstversenkt, nicht mehr repariert.

## Österreich-Ungarn

### Leichte Kreuzer
- Brindisi (ex Helgoland)
- Venezia (ex Saida)

### Zerstörer
- Cortellazzo (ex Lika der Tátra-Klasse)
- Monfalcone (ex Uzsok): 1939 aus der Flottenliste gestrichen und abgewrackt.
- Grado (ex Triglav der Tátra-Klasse)
- Pola (ex Orjen der Tátra-Klasse)
- Muggia (ex Csepel der Tátra-Klasse)
- Zenson (ex Balaton der Tátra-Klasse)
- Fasana (ex Tatra der Tátra-Klasse)

## Albanien

### Kleinere Einheiten
- Hilfs-Kanonenboot Illiria
- Küstenschutzboote Tirana, Saranda, Durrës und Shëngjin: während der italienischen Besetzung Albaniens am 7. April 1939 übernommen; Verwendung unklar; drei Boote nach Kriegsende zurückgegeben.

## Griechenland

### Munitionstransporter
- Palermo (ex griech. Athinai, ex brit. Scottish Prince)

## Vereinigtes Königreich

### Munitionstransporter
- Pluto (ex brit. Dalesman)

## Jugoslawien

### Leichte Kreuzer
- Cattaro (ex Niobe, ex Dalmacija)

### Zerstörer
- Premuda (ex Dubrovnik)

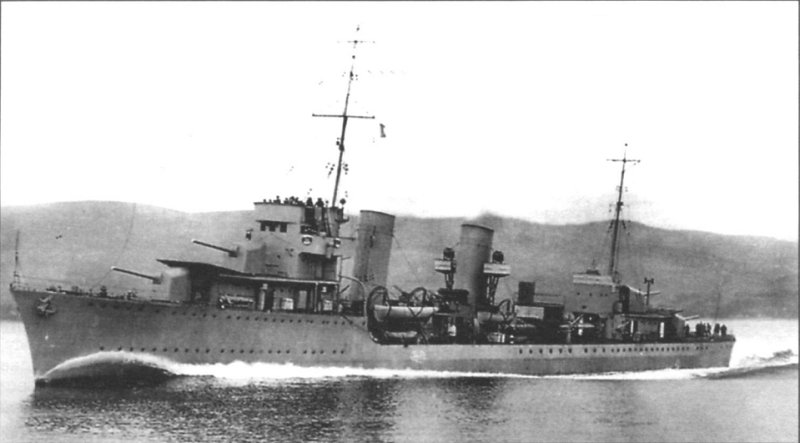
Zerstörer Dubrovnik

- Lubiana (ex Ljubljana der Beograd-Klasse)
- Sebenico (ex Beograd der Beograd-Klasse)
- Spalato (ex Split): Im April 1941 unfertig in Split erbeutet. Bis zum Waffenstillstand nicht fertig und selbstversenkt. Fertigstellung nach dem Krieg.

### Torpedoboote
- T 1 (ex T 1): Im April 1941 erbeutet, im Dezember 1943 Jugoslawien zurück.
- T 3 (ex T 3)
- T 5 (ex T 5): Im April 1941 erbeutet, im Dezember 1943 an Jugoslawien zurück.
- T 6 (ex T 6): Im April 1941 erbeutet, am 11. September 1943 selbstversenkt.
- T 7 (ex T 7): Im April 1941 erbeutet, im September 1943 deutsche Beute als TA 34, am 24. Juni 1944 versenkt.
- T 8 (ex T 8): Im April 1941 erbeutet, am 11. September 1943 von deutscher Luftwaffe versenkt.

### U-Boote
- -- (ex Hrabri): Im April 1941 erbeutet, nicht in Dienst gestellt und verschrottet.
- Francesco Rismondo (ex Osvetnik). Im April 1941 erbeutet, als Schulboot genutzt. Im September 1943 selbstversenkt.
- Antonio Bajamonti (ex Smeli): Im April 1941 erbeutet, als Schulboot genutzt. Im September 1943 selbstversenkt.

### Schnellboote
- MAS 1D (ex Uskok): Im April 1941 erbeutet, im April 1942 bei Mljet gesunken.
- MAS 2D / MS 47 (ex Cetnik): Im April 1941 erbeutet, im September 1943 gestrichen.
- MAS 3D / MS 41 (ex Orjen): Im April 1941 erbeutet, im September 1943 selbstversenkt.
- MAS 4D / MS 42 (ex Velebit): Im April 1941 erbeutet, im September 1943 von der Kriegsmarine als S 2 übernommen, im Oktober 1944 bei Saloniki versenkt.
- MAS 5D / MS 43 (ex Dinara): Im April 1941 erbeutet, im September 1943 als S 3 übernommen, im Oktober 1944 bei Saloniki versenkt.
- MAS 6D / MS 44 (ex Triglav): Im April 1941 erbeutet, im September 1943 von der Kriegsmarine als S 4 übernommen, im Oktober 1944 bei Saloniki versenkt.
- MAS 7D / MS 45 (ex Suvobor): Im April 1941 erbeutet, im September 1943 selbstversenkt.
- MAS 8D / MS 46 (ex Rudnik): Im April 1941 erbeutet, im September 1943 von der Kriegsmarine als S 5 übernommen, im Oktober 1944 bei Saloniki versenkt.

### Minenleger

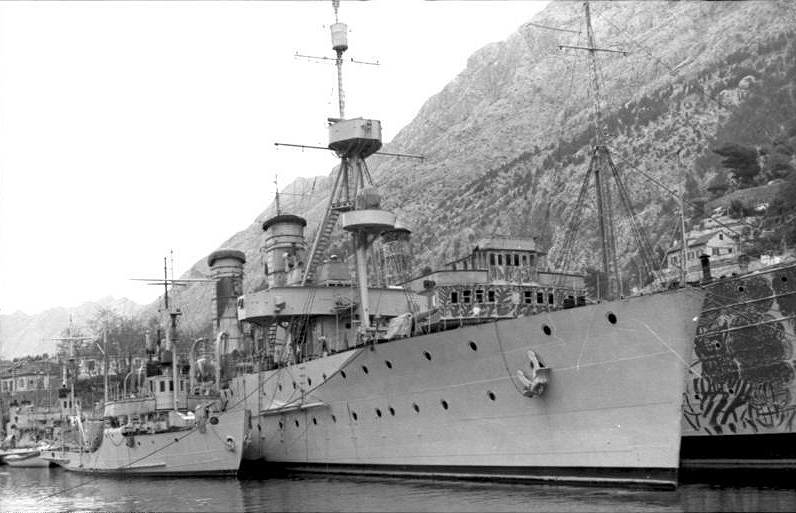
Schulkreuzer Dalmacija mit Minensuchbooten Mljet und Meljine

- Arbe (ex Malinska): Im April 1941 erbeutet, am 16. Februar 1944 an Jugoslawien zurück.
- Ugliano (ex Marjan): Im April 1941 erbeutet, im September 1943 deutsche Beute; Verbleib unklar.
- Solta (ex Meljine): Im April 1941 erbeutet, am 7. Dezember 1943 an Jugoslawien zurück.
- Meleda (ex Mljet): Im April 1941 erbeutet, am 7. Dezember 1943 an Jugoslawien zurück.
- Pasman (ex Mosor): Im April 1941 erbeutet, im September 1943 über die Kriegsmarine an die Kroatische Marine, am 31. Dezember 1944 gestrandet.
- Eso (ex Sokol, ex dt. M 144): am 19. Januar 1943 durch Flugzeug-Torpedo versenkt.
- Zuri / Oriole (ex Gavran / Labud, ex dt. M 106): am 10. Juli 1943 im Hafen von Augusta auf Sizilien durch Luftangriff versenkt.
- Selve (ex Galeb, ex dt. M 100): am 6. November 1942 vor Bengasi in Libyen durch britischen Luftangriff versenkt.
- Unie (ex Kobac, ex dt. M 121): am 30. Januar 1943 in Bizerta durch Luftangriff versenkt.
- Zirona (ex Jastreb, ex dt. M 112): am 25. November 1942 in Bengasi nach Luftangriff auf Strand gesetzt.
- Vergada (ex Orao, ex dt. M 97): im Dezember 1943 an Jugoslawien zurück.

### Kanonenboote
- Alba / Zagrabia (ex Beli Orao): Im April 1941 in Kotor erbeutet, am 7. Dezember 1943 an Jugoslawien zurück.

### Segelschulschiffe
- Marco Polo (ex Jadran)
- Palinuro (ex Vila Velebita)

### Handelsschiffe
- Cattaro D 36 (ex Jugoslavija)
- Lubiana D 27 (ex Ljubljana)

## Frankreich

### Schwere Kreuzer

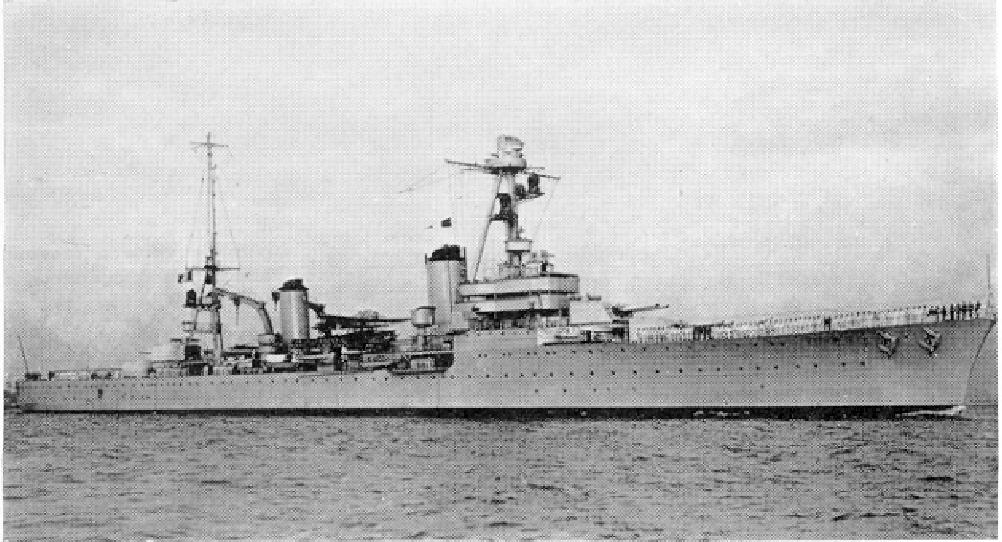
Kreuzer Dupleix

- FR 14 (ex Dupleix): am 27. November 1942 selbstversenkt, gehoben und als Schulschiff FR 14 vorgesehen, am 11. März 1944 durch Bomben endgültig versenkt.

### Leichte Kreuzer
- FR 11 (ex Jean de Vienne): Am 27. November 1942 selbstversenkt, am 18. Februar 1943 gehoben. Reparaturen mit Waffenstillstand eingestellt. Nach einem US-Bombenangriff am 18. August 1944 gekentert.
- FR 12 (ex La Galissonnière): Am 27. November 1942 selbstversenkt, am 3. März 1943 gehoben. Reparaturen mit Waffenstillstand eingestellt, gesunken am 18. August 1944 durch amerikanischen Luftangriff.

### Zerstörer

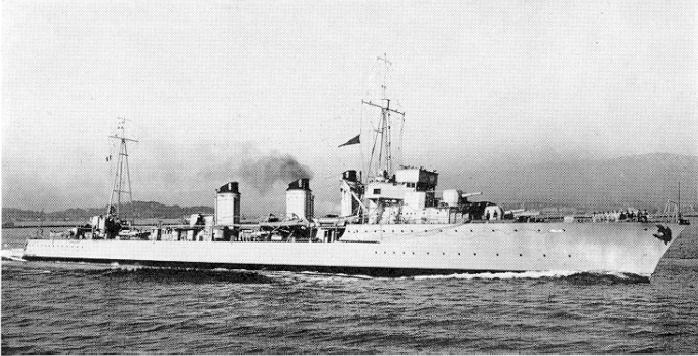
Zerstörer Chacal

- FR 21 (ex Lion): Am 27. November 1942 selbstversenkt, am 19. Januar 1943 in Dienst und am 9. September 1943 in La Spezia selbstversenkt.
- FR 22 (ex Panthère der Chacal-Klasse)
- FR 23 (ex Tigre der Chacal-Klasse)
- FR 24 (ex Valmy): Am 27. November 1942 selbstversenkt, nicht wieder in Dienst.
- FR 31 (ex Trombe): Am 27. November in Toulon selbstversenkt, am 19. Januar 1943 in Dienst. Am 28. Oktober 1943 an Frankreich zurück.
- FR 32 (ex Sciroco, ex Le Corsaire): Am 27. November in Toulon selbstversenkt; nicht in Dienst und 1943 in Genua selbstversenkt.
- FR 33 (ex L’Adroit, ex L‘Epée): Am 27. November 1942 selbstversenkt, nicht in Dienst gestellt.
- FR 34 (ex Lansquenet): Am 27. November 1942 in Toulon selbstversenkt. Nicht in Dienst. Am 9. September 1943 deutsche Beute. Weiterbau als TA 48 nicht fertig gestellt, im Mai 1945 in Genua selbstversenkt.
- FR 35 (ex Bison, ex Le Flibustier): Am 27. November 1942 unfertig übernommen, nicht in Dienst, im September 1943 deutsche Beute, als Raucherzeuger genutzt, im Frühjahr 1944 durch alliierten Luftangriff sowie am 25. Juni 1944 durch Kollision mit deutschem U-Boot beschädigt und im Hafen Brégaillon-Toulon gesunken. 1945 verschrottet.
- FR 36 (ex Le Foudroyont, ex Fleuret): Am 27. November 1942 selbstversenkt, nicht in Dienst.
- FR 37 (ex Le Hardi): nicht in Dienst gestellt, im April 1945 in Genua versenkt.

### Torpedoboote
- FR 41 (ex Bombarde der Melpomène-Klasse)
- FR 42 (ex La Pomone der Melpomène-Klasse)
- FR 43 (ex L’Iphigénie der Melpomène-Klasse)
- FR 44 (ex La Bayonnaise der Melpomène-Klasse)
- FR 45 (ex Baliste der Melpomène-Klasse)

### U-Boote

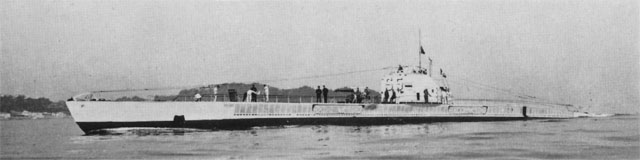
U-Boot Morse der Requin-Klasse

- FR 111 (ex Phoque der Requin-Klasse)
- FR 112 (ex Saphir der Saphir-Klasse)
- FR 113 (ex Requin der Requin-Klasse)
- FR 114 (ex Espadon der Requin-Klasse)
- FR 115 (ex Dauphin der Requin-Klasse)
- FR 116 (ex Turquoise der Saphir-Klasse)
- FR 117 (ex Circé der Circé-Klasse)
- FR 118 (ex Henri Poincaré der Redoutable-Klasse)

### Avisos, Korvetten, Minenleger, Minensucher
- FR 51: (ex La Batailleuse): Am 8. Dezember 1942 erbeutet, wieder In Dienst, am 9. September 1943 in La Spezia selbstversenkt.
- FR 52 (ex Commandant Rivière): Am 8. Dezember 1942 erbeutet, wieder in Dienst, am 28. Mai 1943 durch US-Luftangriff versenkt.
- FR 53 (ex Chamois): Am 27. November 1942 selbstversenkt, nicht wieder in Dienst.
- FR 54 (ex L’Impeteuse): Am 27. November 1942 selbstversenkt, nicht wieder in Dienst.
- FR 55 (ex La Curieuse): Am 27. November 1942 selbstversenkt, nicht wieder in Dienst.
- FR 60 (ex Castor, ex russ. Kosma Minin): Am 8. Dezember 1942 erbeutet, am 6. Mai 1943 im See von Bizerte selbstversenkt.